# Всеукраїнська благодійна організація «Конвіктус Україна»
Всеукраїнська благодійна організація «Конвіктус Україна» — заснована за підтримки шведської організації Convictus у 2006 році. Організація сприяє профілактиці інфікування ВІЛ та іншими соціально небезпечними хворобами, покращенню рівня життя людей, яких торкнулася проблема залежностей та позбавлення волі.

## Історія
Організація «Конвіктус» була заснована у Швеції в 1986 ВІЛ-позитивними людьми, які вирішили об'єднатися з метою спільної боротьби з епідемією ВІЛ-інфекції. У Стокгольмі центри «Конвіктус» працюють з ВІЛ-позитивними, наркозалежними, алкозалежними і бездомними людьми протягом 20-ти років. Для цих людей створюються умови, за допомогою яких вони здатні почати нове життя.
За підтримки Шведської організації «Конвіктус» та Агентства міжнародного розвитку та співробітництва «SIDA» в 2006 році «Конвіктус» розпочав свою діяльність в Україні.
За період діяльності організація встановила партнерські відносини з організаціями «Конвіктус Швеція», «Конвіктус Естонія», Міжнародний Альянс з питань ВІЛ/СНІД в Україні, SIDA, українськими міністерствами юстиції, охорони здоров'я, соціальної політики, внутрішніх справ, Державною пенітенціарною службою України, Харківською обласною державною адміністрацією, Товариством Червоного Хреста України та іншими організаціями.

## Команда організації
Команда «Конвіктус Україна» - це об'єднання небайдужих та професійних людей, які об'єдналися задля досягнення спільної мети.  Діяльність організації реалізують досвідчені соціальні працівники, психологи, лікарі, юристи, менеджери соціальної сфери та досвідчені фінансисти під керівництвом виконавчого директора Євгенії Кувшинової.

## Діяльність
Всеукраїнська благодійна організація «Конвіктус Україна» працює у багатьох областях України. Центри та пункти надання послуг розташовані у місті Київ (2 консультаційні центри), в місті Васильків та Боярка. Окрім того, в Харківській області реалізується Триступенева всестороння програма реінтеграції осіб, які повернулися із місць позбавлення волі на базі соціальної установи Дім на півдороги, яка співпрацює із 13 жіночими колоніями України.
Основними напрямками діяльності організації є:
- Зменшення випадків передачі ВІЛ та інших соціально небезпечних хвороб (ІПСШ, ТБ, гепатити) серед найбільш уразливих груп населення [3];
- Забезпечення умов для успішної реінтеграції у суспільство осіб, які звільняються з місць позбавлення волі, підтримка талановитої молоді [4];

«Дім на півдороги» (Харківська область)
Центр у смт. Краснопавлівка «Дім на півдороги» — єдиний безкоштовний та нерелігійний заклад в Україні для надання соціальних, психологічних, юридичних, освітніх послуг особам, звільненим з місць позбавлення волі, та їх тимчасового перебування. Основною метою роботи цього Центру є — соціальна адаптація учасниць програми в суспільство і виключення повторного потрапляння в місця позбавлення волі.
«Профілактика інфікування ВІЛ серед наркозалежних та їх найближчого оточення» (м. Київ та Київська область)
В рамках діяльності працює консультаційний центр, консультаційні пункти та вуличні маршрути в містах Київ, Боярка та Васильків. Діяльність направлена на профілактику та вчасне виявлення ВІЛ-інфекції та інших соціально небезпечних хвороб, збереженні здоров'я наркозалежних та їх рідних. Важливим компонентом роботи є налагодження  взаємодії та зменшення рівня упередженого ставлення до представників груп ризику 
«Профілактика інфікування ВІЛ серед осіб, що залучені до проституції» (м. Київ та Київська область)
В рамках діяльності працює консультаційний центр та вуличні пункти в м. Київ, Ірпінському та Білоцерківському районах, де реалізується діяльність щодо профілактики ВІЛ-інфекції та інших соціально небезпечних хвороб, збереження здоров'я відвідувачів центів і пунктів та максимально легкий вихід із проституції .
«Раннє виявлення туберкульозу серед вразливих верств населення» (в м. Києві та Київській області)
У своїх консультаційних та вуличних пунктах організація вчасно виявляє захворювання на туберкульоз. У всіх пунктах надання послуг більше ніж третина клієнтів обов'язково проходять скринінг з метою вчасного виявлення туберкульозу, безкоштовно та анонімно здійснюється опитування відвідувачів за допомогою скринінг-анкети. Скринінг-анкета містить 8 запитань, що свідчать про можливу наявність такого захворювання.
«Профілактика інфікування ВІЛ серед осіб, що засуджені до покарань, не пов'язаних із позбавленням волі»
Однією з найбільш закритих груп користувачів послуг є наркозалежні з невеликим стажем вживання, які ще не асоціюють себе із наркозалежними, але мають високий ризик до ВІЛ-інфікування. Найбільша кількість таких осіб серед засуджених до умовного терміну покарання, які вперше скоїли злочини, пов'язані саме з незаконним обігом наркотиків. Ідеєю діяльності є пропонувати послуги в місцях, де є найбільше скупчення потенційних користувачів послуг. Серед таких було обрано міжрайонні відділи кримінально-виконавчих інспекцій, куди підоблікові засуджені мають обов'язково приходити на відмітку. Важливим компонентом діяльності є навчання персоналу інспекцій  та системне спілкування із представниками державних органів 
Діяльність реалізовується на базі кримінально-виконавчих інспекцій міст Бровари, Бориспіль, Біла Церква, Васильків, Ірпінь, Обухів та Переяслав.
«Збільшення доступності до лікування ВІЛ-інфекції»
У випадку встановлення позитивного ВІЛ-статусу, важливим кроком є постановка на диспансерний облік та вчасне отримання необхідного лікування. Для того аби цей процес зробити максимально простим та швидким, команда ВБО «КОНВІКТУС УКРАЇНА» забезпечує соціальний супровід ВІЛ-позитивного.
Основна мета діяльності полягає у налагодженні системи соціального супроводу ВІЛ — позитивних людей, насамперед наркозалежних, між громадськими організаціями та регіональними центрами СНІДу з метою призначення своєчасного лікування ВІЛ (антерестровірусна терапія), попередження захворюваності на СНІД та туберкульоз за рахунок забезпечення своєчасного і безперешкодного доступу до медичних послуг. Глобальною ціллю є позитивний вплив на епідемію та запобігання передчасної смерті людей, які живуть з ВІЛ.
В рамках соціального супроводу, кейс-менеджер надає послуги з моменту підтвердження позитивного результату тестування на ВІЛ й до призначення, в разі його необхідності, специфічного підтримуючого лікування.
Представники Конвіктусу ввходять в регіональні Громадські Ради, Координаційну раду з питань протидії ВІЛ/СНІДу та туберкульозу в м. Києві. Робочу групу із забезпечення сталості послуг профілактики після закінчення фінансування Глобального Фонду, Робочу групу з розробки регіональних програм протидії ВІЛ/СНІДу в м. Києві та Київській області, що дозволяє впливати на формування державної політики у відповідь на епідемію ВІЛ/СНІДу та
надання послуг вразливим верствам населення. Членство в усіх зазначених групах та радах дозволяє достойно та повно представити потреби цільових груп під час формування державної стратегії з подолання ВІЛ-інфекції та інших соціально-небезпечних хвороб та державної політики в цілому.

## Журнал «Дім на півдороги»
Журнал «Дім на півдороги»  орієнтований на жінок, що перебувають у місцях позбавлення волі. Видається один раз у два місяці, тиражем 1000 примірників.
Видання починає свої традиції з 2011 року. Поширюється безкоштовно серед п'ятнадцяти жіночих колоній України. Декілька примірників надсилається до представників державних органів та університетських бібліотек.
Основними темами є інформація про профілактику суспільно-небезпечних хвороб, методи підтримки та розвитку психологічної рівноваги, інформація про цікаві історичні міста України та закордоном. Обов’язковим блоком є інформація про соціальну установу «Дім на півдороги», що знаходиться у м. Краснопавлівка, Харківської області та інформація про діяльність ВБО «КОНВІКТУС УКРАЇНА».
Весь матеріал орієнтований на збереження психологічної рівноваги читачок, розвиток їх творчого потенціалу та розширення кругозору, інформування щодо профілактики захворювань, які є поширеними у місцях позбавлення волі.